# Nigdy nie mów nigdy (album)
Nigdy nie mów nigdy – piąty album studyjny polskiej grupy muzycznej Molesta Ewenement. Wydawnictwo ukazało się 23 października 2006 roku nakładem wytwórni muzycznej Respekt Records, założonej przez członków zespołu. Nagrania dotarły do 5. miejsca listy OLiS. Pochodząca z albumu piosenka "Powrót" znalazła się na 30. miejscu listy 120 najważniejszych polskich utworów hip-hopowych według serwisu T-Mobile Music.
Utwór "Dla społeczeństwa" w aranżacji rapcore opublikowano na albumie Wspólny mianownik z 2011, który wydali wspólnie Vienio oraz zespół Way Side Crew.
Reedycja albumu została wydana przez Def Jam Recording Poland.

## Lista utworów
Opracowano na podstawie materiału źródłowego.
CD
1. "Powrót" (produkcja: Fuso) - 4:32
2. "Intro - ten projekt" (produkcja: Szczurek) - 4:12[A]
3. "Tak miało być" gościnnie: Paweł "Basolog" Kuźmicz, Jamal (produkcja: L.A) - 4:37
4. "Nie wiem jak Ty" (produkcja: Mazsa) - 4:32[B]
5. "Wróg" (produkcja: Tek. En) - 3:41
6. "Grzeczne dzieci" (produkcja: Szczurek) - 4:16[C]
7. "Wiem że można się zmusić do snu" gościnnie: Eldo, Pjus (produkcja: Tek. En) - 4:30
8. "Mam to przed oczami" gościnnie: Setka (produkcja: Dies) - 5:53[D]
9. "Świat da się lubić" (produkcja: Szczurek) - 3:42
10. "Bez końca" (produkcja: Szczurek) - 3:16
11. "Tak się nie robi" (produkcja: Fuso) - 4:15
12. "Dla społeczeństwa" gościnnie: Koras (produkcja: DJ Wich) - 2:51
13. "Wolne myśli" (produkcja: Red I Spinache 4 Tha Gooniez) - 4:15
14. "Perfekt" gościnnie: Socha (produkcja: Erio) - 3:27
15. "Skit - DJ Brzydal" (produkcja: DJ Brzydal) - 0:22
16. "Ty wiesz że..." (produkcja: Fuso) - 3:44 (utwór dodatkowy)

Notatki
- A^ W utworze wykorzystano sample z piosenki "Lonely Princess" w wykonaniu Aalon[8].
- B^ W utworze wykorzystano sample z piosenki "Living Together" w wykonaniu Bee Gees[8].
- C^ W utworze wykorzystano sample z piosenki "You Ought to Be in Pictures" w wykonaniu Lamonta Doziera[8].
- D^ W utworze wykorzystano sample z piosenki "You're the Best Thing Yet" w wykonaniu Anity Baker[8].

DVD
| DVD |
| --- |
| 1. "Powrót" 2. "T.M.B." gościnnie: Jamal 3. "Nie wiem jak Ty" 4. "Wróg" (Szczur remix) 5. Making of "T.M.B." 6. Making of "Nie Wiem Jak" |

Singel
| Powrót / Tak miało być |
| --- |
| Strona A 1. "Powrót" 2. "Powrót" (Instrumental) 3. "Powrót" (Acapella) Strona B 1. "Tak miało być" (gościnnie: Jamal) 2. "Tak miało być" (Instrumental) 3. "Tak miało być" (Acapella) |